# New Chester (Wisconsin)
New Chester es un pueblo ubicado en el condado de Adams en el estado estadounidense de Wisconsin. En el Censo de 2010 tenía una población de 864 habitantes y una densidad poblacional de 10.7 personas por km².

## Geografía
Adams se encuentra ubicado en las coordenadas 44°51′45″N 89°40′27″O / 44.86250, -89.67417. Según la Oficina del Censo de los Estados Unidos, New Chester tiene una superficie total de 81.3 km², de la cual 80.8 km² corresponden a tierra firme y 0.5 km² es agua.

## Demografía
Según el censo de 2010, había 864 personas residiendo en New Chester. La densidad de población era de 10.7 hab./km². De los 864 habitantes, Adams estaba compuesto por el 96.76% blancos, el 0.53% eran afroamericanos, el 0.23% eran amerindios, el 0.0% eran asiáticos, el 0.0% eran isleños del Pacífico, el 1.39% eran de otras razas y el 0.0% pertenecían a dos o más razas. Del total de la población el 2.31% eran hispanos o latinos de cualquier raza.